# Cryptoscenea diversicornis
Cryptoscenea diversicornis är en insektsart som beskrevs av György Sziráki 2001. Cryptoscenea diversicornis ingår i släktet Cryptoscenea och familjen vaxsländor. Inga underarter finns listade i Catalogue of Life.